# Titanebo cantralli
Titanebo cantralli là một loài nhện trong họ Philodromidae.
Loài này thuộc chi Titanebo. Titanebo cantralli được miêu tả năm 1972 bởi Sauer & Norman I. Platnick.